# Gran Turismo (jeu vidéo)
Pour les articles homonymes, voir GT et Gran Turismo (homonymie).
Gran Turismo est un jeu vidéo de course automobile développé par Polys Entertainment et édité par Sony Computer Entertainment en 1997 sur PlayStation.
Premier épisode de la série du même nom, le titre a connu un succès international avec près de onze millions d'exemplaires écoulés, ce qui en fait le jeu le plus vendu sur PlayStation. Le jeu de Kazunori Yamauchi a révolutionné le genre en imposant de nouveaux standards en matière de rendu visuel, de physique et de contenu.

## Licence des voitures et circuits

### Voitures

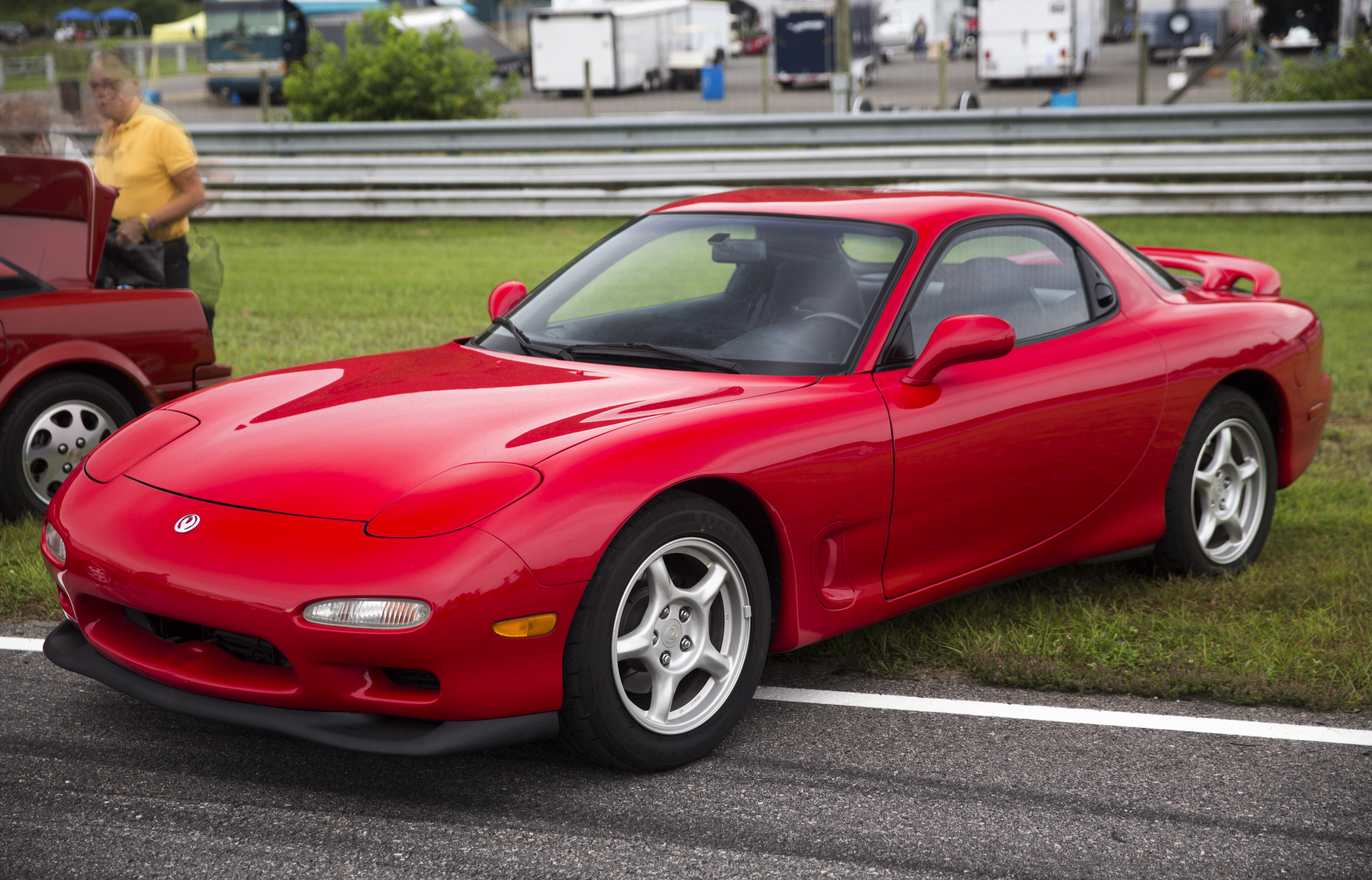
Une Mazda RX-7.

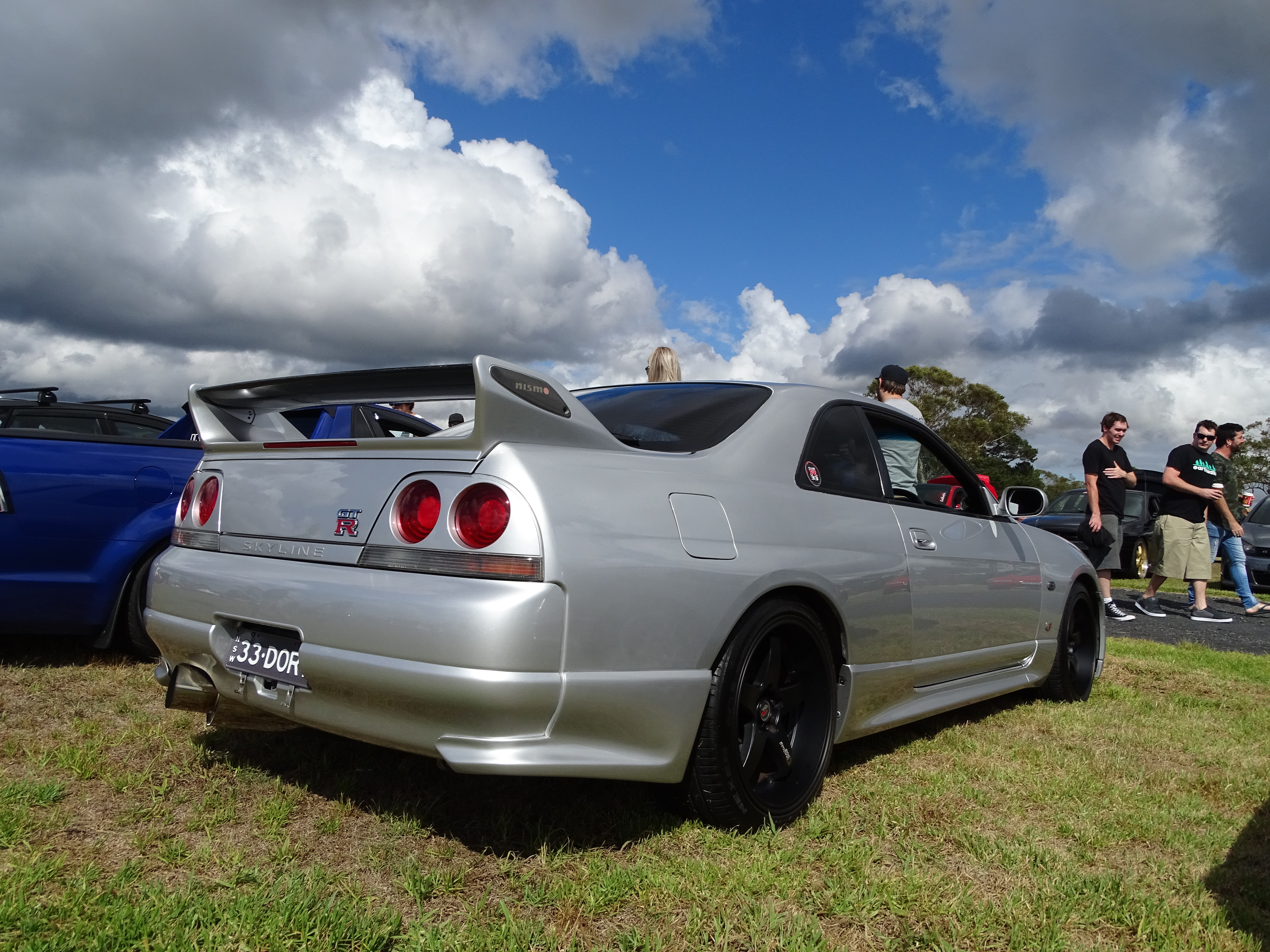
Une Nissan Skyline GT-R (R33).

Le développeur Polys Entertainment a obtenu les licences de dix constructeurs automobiles, japonais pour la majorité d'entre eux : Aston Martin, Chevrolet, Chrysler, Honda, Mazda, Mitsubishi, Nissan, Toyota, TVR et Subaru.
| Constructeur | Modèles |
| ------------ | --- |
| Aston Martin | DB7 Coupe, DB7 Volante |
| Chevrolet    | Camaro "Z28", Corvette 96 Coupe, Corvette 96 Grand Sport |
| Chrysler     | Dodge Viper RT, Dodge Viper GTS, Dodge Concept-Car |
| Honda        | EK Civic SiR-II, EK Civic Ferio Si II, EK Civic TYPE-R, Accord Wagon SiR, Accord SiR, Prelude SiR, Prelude TYPE-S, Integra SiR-G, Integra TYPE-R, NSX, NSX Type S Zero, NSX Type S, NSX-R LM GT-2, CRX, CRX del sol                                                                                                   |
| Mazda        | Demio LX G Package, Demio GL, Demio GL-X, Lantis Coupé 2000 R-Type, Eunos Roadster NORMAL, Eunos Roadster S-SPECIAL, Eunos Roadster V-SPECIAL, Efiní RX-7 Type RB, Efini RX-7 Type RZ, Efini RX-7 Type Touring X, Efini RX-7 A spec, RX-7 LM Edition                                                                  |
| Mitsubishi   | Mirage Asti RX, Galant VR-G Touring, Galant VR-4, Eclipse GT, Lancer GSR Evolution IV, GTO SR, GTO MR, GTO Twin Turbo MR, FTO GR, FTO GP Version R, FTO GPX, GTO LM Edition |
| Nissan       | S14 Silvia Q's AERO, S14 Silvia K's AERO, 180SX TypeS, 180SX TypeX, Primera 2.0Te, Fairlady Z Version S 2seater, Fairlady Z Version S 2by2, Fairlady Z Double turbo 2 places, Fairlady Z Double turbo 2+2, R33 Skyline GTS25t Type M, R33 Skyline Modèle 1997 GT-R, R33 Skyline Modèle 1997 GT-R Vspec, NISMO GT-R LM |
| Subaru       | '96 Impreza WRX Sports Wagon, '96 Impreza WRX, '96 Impreza WRX Sports Wagon Sti Version III, '96 Impreza WRX Sti Version III, Legacy Touring Sedan RS, Legacy Touring Wagon GT-B, Impreza WRX Type R Sti Version, Impreza RALLY Edition                                                                               |
| Toyota       | Starlet Glanza V, Corolla Levin BZG, MR2 G-Limited, MR2 GT-S, Supra SZ-R, Supra RZ, Sprinter Trueno BZ-G, Celica SS-II, Celica GT-FOUR, Corona Exiv 200 GT, Chaser Tourer V, Chaser Tourer S, Soarer '96 2.5GT-T VVT-i, Castrol Supra GT 2000                                                                         |
| TVR          | Cerbera, Griffith 500, Griffith 4.0 |

### Circuits
Il existe 11 circuits jouables, tous fictifs. Chacun d'entre eux est également disponible en sens inverse, sauf le circuit Test Course.
| Circuit                     | Longueur du tracé |
| --------------------------- | ----------------- |
| High Speed Ring             | 3,1 km            |
| Trial Mountain              | 3,98 km           |
| Grand Valley - East Section | 3,025 km          |
| Clubman Stage Route 5       | 2,466 km          |
| Autumn Ring                 | 2,95 km           |
| Deep Forest Raceway         | 3,58 km           |
| Special Stage Route 5       | 3,776 km          |
| Grand Valley Speedway       | 5,34 km           |
| Special Stage Route 11      | 4,89 km           |
| Autumn Ring Mini            | 0,8 km            |
| Test Course                 | 5,24 km           |

## Système de jeu

### Généralités
Gran Turismo propose au joueur de prendre part à des courses automobiles sur onze circuits, au volant d'une des 176 voitures disponibles dans le jeu. Chaque course met en compétition le joueur et cinq autres concurrents contrôlés par l'IA, ou bien deux joueurs en écran splitté.

### Modes de jeu
Il existe deux modes de jeu : le mode Arcade et le mode Gran Turismo. Le mode arcade permet au joueur de concourir en contre-la-montre en choisissant les voitures et les pistes. Dans ce mode, il existe trois niveaux de difficulté et les voitures sont classées par catégories de puissance. Après que les courses de toutes les catégories ont été remportées, quatre circuits sont débloqués, qui s'ajoutent aux quatre circuits disponibles d'emblée.
Le mode Gran Turismo est le mode principal du jeu, et une vraie simulation de course.
Le joueur débute avec une petite somme d'argent qui lui permet d'acquérir un premier véhicule modeste. Il doit effectuer des épreuves de permis de conduire à la difficulté croissante, qui consistent en des épreuves chronométrées visant à maîtriser les bases du pilotage, comme le freinage, les virages puis des tours de circuit entiers. Cela lui permet de débloquer certaines épreuves et circuits.
Après chaque championnat, le joueur peut gagner plus ou moins de credits, la monnaie du jeu, en fonction de son résultat en course et du permis de conduire qu'il a passé. Remporter des courses et des championnats permet d'obtenir de nouvelles voitures, qui seront utiles à la progression dans le jeu. Avec l'argent obtenu, le joueur peut acheter de nouvelles pièces pour améliorer sa voiture ou en acheter une nouvelle. Les voitures ainsi cumulables sont stockées dans un garage (jusqu'à 100). Le joueur peut sélectionner la voiture qu'il veut utiliser, en fonction du type de course, mais aussi pour y apporter des améliorations (moteur, suspensions, freins, pneus, carénage).

## Développement

### Conception
Le jeu commence son développement fin 1992 et est développé pendant 5 ans. Kazunori Yamauchi affirme que parfois, son équipe n'est composée que de sept à quinze personnes. Interrogé au sujet de la difficulté de la conception, il raconte avoir passé tout son temps au bureau, ne rentrant chez lui que quatre jours par an pendant les cinq ans de développement. Si Kazunori considère que l'intelligence artificielle du jeu est meilleure que celle des jeux concurrents, il reste peu satisfait du résultat final. Il estime cependant que le jeu utilise environ 75 % des ressources maximales de la PlayStation.
À la sortie de Gran Turismo au Japon, Polyphony Digital fait encore partie de Sony Interactive Entertainment. Le studio prend son indépendance en avril 1998, avant la sortie occidentale du jeu.

### Bande-son
Kazunori affirme que la bande-son du jeu a souffert d'un manque de temps consacré à son développement.
La musique d'ouverture du jeu pour l'Amérique du Nord et la version PAL est un remix de la chanson Everything Must Go des Manic Street Preachers par Chemical Brothers. La musique d'ouverture japonaise est Moon Over The Castle, composée par Masahiro Andoh (en). Cette musique est réutilisée dans tous les Gran Turismo suivants en version japonaise, ainsi que la version sud-asiatique de Gran Turismo 4. Les versions américaine et PAL du jeu s'appuient sur une bande-son compilant des musiques de groupes célèbres, alors que la version japonaise du jeu se base sur une bande-son entièrement originale.

#### Version japonaise
| 1.  | Moon Over The Castle (Gran Turismo series theme) | 5:24 |
| 2.  | Kiss You Good-bye                                | 3:24 |
| 3.  | Like The Wind                                    | 5:35 |
| 4.  | Get Closer                                       | 4:23 |
| 5.  | Freedom To Win                                   | 4:35 |
| 6.  | Nobody                                           | 4:18 |
| 7.  | More Than Loving                                 | 5:07 |
| 8.  | Going To Extremes                                | 4:23 |
| 9.  | A Man Of The World                               | 4:15 |
| 10. | Green Monster                                    | 3:37 |
| 11. | Second Chance (Ending Theme)                     | 5:10 |
| 12. | Like The Wind (vocal version)                    | 5:20 |
| 13. | Toward The G.T.                                  | 1:00 |
| 14. | The Motorious City                               | 0:50 |
| 15. | Joy Of Garage                                    | 1:04 |
| 16. | Take Your Dream On                               | 1:35 |
| 17. | Turning Point                                    | 2:27 |
| 18. | Mr. 4WD                                          | 2:41 |
| 19. | Beat The Corner                                  | 2:58 |
| 20. | Final Lap                                        | 2:37 |
| 21. | The Drift Of Air                                 | 4:51 |

#### Autres régions
| No  | Titre                                        | Musique                | Durée |
| --- | -------------------------------------------- | ---------------------- | ----- |
| 1.  | As Heaven is Wide                            | Garbage                | 4:46  |
| 2.  | Autonomy                                     | Cubanate               | 4:33  |
| 3.  | Everything Must Go (Chemical Brothers Remix) | Manic Street Preachers | 5:33  |
| 4.  | High                                         | TMF                    | 5:03  |
| 5.  | Industry                                     | Cubanate               | 4:43  |
| 6.  | Lose Control                                 | Ash                    | 3:30  |
| 7.  | Oxyacetalene                                 | Cubanate               | 4:05  |
| 8.  | Skeletal                                     | Cubanate               | 4:22  |
| 9.  | Sweet 16                                     | Feeder                 | 3:28  |
| 10. | Tangerine                                    | Feeder                 | 5:58  |
| 11. | Chicken on a Bone                            | Feeder                 | 6:53  |

## Commercialisation
Gran Turismo paraît au Japon le 23 décembre 1997, puis en Amérique du Nord le 30 avril 1998 et en mai de la même année en Europe.
Le jeu est réédité en Amérique du Nord dans la gamme Greatest Hits et en Europe dans la gamme Platinum en 1999, puis  le 12 janvier 2001. Au Japon, Gran Turismo est republié dans les gammes The Best for Family et PS One Books respectivement le 25 mars 1999 et le 12 octobre 2001.
En 2003, Polyphony Digital publie en Europe, sur PlayStation, une compilation réunissant Gran Turismo et Motor Toon Grand Prix 2.

## Accueil

### Critiques

#### Critiques globales
Gran Turismo a reçu un excellent accueil critique. L'agrégateur de critiques Metacritic lui donne un score de 96/100 sur la base de 16 critiques, ce qui fait de lui le deuxième jeu le mieux noté de la console, à égalité avec Tekken 3, et GamesRanking.com lui attribue 94,95 %.
Le site IGN lui accorde une note de 9,5/10 et GameSpot 8,6/10.
Au niveau de la presse française, la critique est tout aussi bonne : le magazine Joypad lui a attribué la note de 10/10, et Player One 97/100. Jeuxvideo.com lui a attribué en 2010 une note de 18/20, parlant de « coup de maître » qui « approche le sans faute ».

### Ventes
Entre décembre 1997 et mai 1998, 1 860 000 copies du jeu sont vendues au Japon. Entre mai et septembre 1998, soit dans ses premiers mois d'exploitation en Europe, Gran Turismo s'est vendu à 733 000 exemplaires, générant un chiffre d'affaires de 277,4 millions de francs, il s'agit du jeu le plus vendu toutes consoles confondues lors de cette période.
En février 1999, alors que Polyphony Digital (nouveau nom de Polys Entertainment) annonce la préparation de Gran Turismo 2, 5,5 millions d'unités, dont 2 millions en Europe, ont été écoulés[réf. nécessaire]. Le marché européen est généralement le plus rentable pour tous les jeux Gran Turismo et le premier opus de la série ne fait pas exception.
Au total, Sony Interactive Entertainment annonce en 2009 que le jeu s'est écoulé à 10,85 millions d'exemplaires, dont 4,30 millions en Europe, 3,99 millions en Amérique du Nord et 2,55 millions au Japon. Cela en fait le titre le plus vendu de l'histoire de la PlayStation.

### Distinctions
Gran Turismo reçoit le prix de meilleure simulation de 1999 aux Spotlight Awards. PlayStation Official Magazine le classe "Meilleur jeu de conduite" et "Jeu à la meilleure qualité graphique" de 1999, et dans le même numéro, les lecteurs l'érigent en sixième meilleur jeu de tous les temps.
En 2000, les lecteurs de Computer and Video Games votent pour le mettre en huitième place des meilleurs jeux vidéo de tous les temps. 
En 2001, Game Informer en fait son 21e meilleur jeu de tous les temps, indiquant que le genre de la simulation de conduite n'a jamais offert un « ensemble aussi complet » qu'avec Gran Turismo.
En 2017, Gran Turismo est sacré meilleur jeu de conduite de tous les temps par Top Gear.

## Postérité

### Suites
En février 1999, le magazine britannique Edge annonce en exclusivité mondiale la sortie de Gran Turismo 2 pour la fin de la même année. Davantage une évolution du premier opus qu'une véritable suite, ce nouvel épisode se distingue par un nombre de voitures accru, permis par l'obtention de licences de constructeurs américains et européens, et par l'introduction de courses de rallye. Le développement de Gran Turismo 2 est en outre raccourci de six mois afin de permettre aux développeurs de plus rapidement se tourner vers la conception de Gran Turismo 3: A-Spec, prévu pour être l'un des titres de lancement de la PlayStation 2 en mars 2000, mais dont la sortie est finalement reportée en avril 2001,.
Les joueurs peuvent importer leur partie dans Gran Turismo 2 et les jeux suivants de la série, ce qui permet une continuité entre les jeux.
La série Gran Turismo se développe alors sur chaque console PlayStation et compte sept épisodes principaux, qui atteignent souvent les dix millions d'exemplaires vendus. Avec un total de plus de 76 millions de copies écoulées en 2015, Gran Turismo s'est imposé comme l'une des principales franchises du jeu vidéo, avec Mario, Pokémon ou Grand Theft Auto.

### Monde du jeu vidéo
Selon Fredrik Liliegren, le directeur du studio de développement suédois Digital Illusions, qui a produit Rally Masters (en) pour PC et PlayStation en 1999, Gran Turismo a changé le monde des jeux vidéo. En effet, le jeu de Polys Entertainment a grandement influencé les jeux de simulation automobile publiés après 1998, notamment parce qu'il est le premier à proposer des réglages et des modifications de pièces détachées aussi précis pour les voitures disponibles dans le jeu, et à inclure des véhicules, récents ou anciens, célèbres ou oubliés, réunissant ainsi les néophytes comme les amateurs éclairés de l’automobile. Le niveau de réalisme du jeu et de la série qui en a découlé est, selon les observateurs, resté inégalé jusqu'à Forza Motorsport, produit par Turn 10 Studios pour Xbox en 2005,.
Gran Turismo est le tout premier jeu à utiliser le système de contrôle DualShock, qui permet un contrôle à 360 degrés et des vibrations de manette pendant les courses. Le jeu est de plus très réaliste sur plusieurs plans, avec un comportement crédible des voitures en accélération et au freinage.